# Tajemnica oświadczeń majątkowych
Tajemnica oświadczeń majątkowych – termin prawniczy wprowadzony ustawą z dnia 21 sierpnia 1997 r. o ograniczeniu prowadzenia działalności gospodarczej przez osoby pełniące funkcje publiczne. 

Art. 10. 3. Informacje zawarte w oświadczeniu o stanie majątkowym stanowią tajemnicę prawnie chronioną i podlegają ochronie przewidzianej dla informacji niejawnych o klauzuli tajności „zastrzeżone” określonej w przepisach o ochronie informacji niejawnych, chyba że osoba, która złożyła oświadczenie, wyraziła pisemną zgodę na ich ujawnienie.

- Pierwotnie informacje te stanowiły tajemnicę służbową. Pojęcie to zniosła ustawa z dnia 5 sierpnia 2010 r. o ochronie informacji niejawnych.